# Euxoa hierrata
Euxoa hierrata là một loài bướm đêm trong họ Noctuidae.